# Joaquim Costa Prat
Joaquim Costa Prat (Badalona, 16 de juny de 1953) és un exentrenador de bàsquet català. Va presidir el CB Gran Canària entre els anys 2011 i 2015.

## Carrera esportiva
Joaquim va començar la seva carrera com a entrenador dirigir l'equip juvenil de l'Ademar de Badalona el 1975. La temporada següent es va encarregar del sènior del club i el 1977 va dirigir la Compañía de María de Zaragoza, de la 1a divisió femenina.
Després de dirigir una temporada el júnior de la UDR Montgat, es va fer càrrec del júnior del Cotonifici, per passar a ser ajudant d'Aíto García Reneses a l'equip sènior després. L'any 1980 arriba al Joventut de Badalona on dirigiria el júnior i ajudaria a Manel Comas amb el primer equip de la Penya, proclamant-se campió de la Copa Korac. En la seva segona temporada al club, es va fer càrrec del primer equip des de la jornada novena després de la destitució de Comas. El 1982 se'n va anar com ajudant d'Antoni Serra al FC Barcelona, exercint també d'entrenador de l'equip júnior del club blaugrana, guanyant la seva primera lliga. La temporada 84-85 va exercir de director tècnic del CAI Saragossa, a la vegada que ajudava en la banqueta a Rudy D'Amico.
L'any 1985 arriba a Las Palmas per dirigir el Club Claret (actual Gran Canària), del qual estaria al capdavant fins al 1990. Val a dir, que des de la temporada 1979 i fins al 87 havia estat a la vegada ajudant d'Ignacio Pinedo de la Selecció espanyola júnior, i que aquest any 1990 es feia càrrec d'aquesta mateixa selecció com a primer entrenador, així com de la sub 22, fins al 1993. Amb la selecció júnior havia aconseguit una medalla de bronze en el Campionat d'Europa de 1990 i una de plata al campionat del món sub22. Aquell any es convertia en director tècnic de les categories inferiors del Barça, a la vegada que ajudava novament a Aíto amb el primer equip blaugrana. Una temporada després tornava a exercir d'entrenador dirigint el Breogán, i la temporada 1995-96 va dirigir novament el Joventut de Badalona fins a la jornada 19.
Després de diversos anys com a gerent de l'Institut Municipal d'Esports de l'Ajuntament de Las Palmas de Gran Canària, Costa torna al CB Gran Canària per exercir de president del club. Càrrec que ostentaria fins al 2015, en que seria reemplaçat per Miguelo Betancor.